# Nazionale maschile di baseball della Slovenia
La nazionale maschile di baseball slovena rappresenta la Slovenia nelle competizioni internazionali, come i campionati europei di baseball. Nel 1992 entrò a far parte della CEB e ha partecipato a tre edizioni dell'Europeo, dal 1995 al 1999.

## Piazzamenti

### Europei
- 1995 : 10°
- 1997 : 12°
- 1999 : 12°